# Пауль фон Фойт
Пауль фон Фойт (Paul von Voit; 10 лютого 1876, Нюрнберг — 17 вересня 1949, Фельден) — німецький офіцер, генерал-лейтенант вермахту (1 липня 1941).

## Біографія
Син начальника пошти. 10 липня 1895 року вступив трирічним добровольцем в Баварську армію. Учасник Першої світової війни, служив на штабних посадах. Після демобілізації армії залишений в рейхсвері. 31 березня 1939 року вийшов у відставку, проте того ж дня був переданий в розпорядження вермахту. З жовтня 1939 по початок 1943 року — начальник Генштабу 13-го військового округу. 28 лютого 1945 року остаточно звільнений у відставку.

## Нагороди
- Медаль принца-регента Луїтпольда
- Залізний хрест 2-го і 1-го класу
- Орден «За військові заслуги» (Баварія)
  - 4-го класу з короною і мечами
  - 3-го класу з мечами
- Хрест «За вислугу років» (Баварія) 2-го класу
- Орден Фрідріха (Вюртемберг), лицарський хрест 1-го класу з мечами
- Почесний хрест ветерана війни з мечами
- Медаль «За вислугу років у Вермахті» 4-го, 3-го, 2-го, 1-го і особливого класу (40 років)
- Хрест Воєнних заслуг 2-го і 1-го класу з мечами